# Liste der Routes in New Brunswick
Diese Liste stellt eine Übersicht über die Highways in der ostkanadischen Provinz New Brunswick dar. Es wird unterschieden zwischen den sogenannten Arterial Highways, die das Rückgrat des Straßensystems darstellen und den Collector Highways, die das Umland um die Arterial Highways erschließen.

## Arterial Highways
| Zeichen                | Nummer | Name                                        | Beginn                    | Ende                             | Länge in km |
| ---------------------- | ------ | ------------------------------------------- | ------------------------- | -------------------------------- | ----------- |
| New Brunswick Route 1  | 1      |                                             | St. Stephen, weiter auf   | River Glade, weiter auf          | 651         |
| New Brunswick Route 2  | 2      | Trans-Canada Highway                        | Edmundston, weiter auf    | Aulac, weiter auf                | 519         |
| New Brunswick Route 3  | 3      |                                             | St. Stephen, weiter auf   | Fredericton, weiter auf          | 92          |
| New Brunswick Route 4  | 4      |                                             | Saint Croix, weiter auf   | Thomaston Corner, weiter auf     | 28          |
| New Brunswick Route 7  | 7      | Vanier Highway, Broad Road, Martinon Bypass | Fredericton, weiter auf   | Saint John, weiter auf           | 97          |
| New Brunswick Route 8  | 8      |                                             | Fredericton, weiter auf   | Bathurst, weiter auf             | 255         |
| New Brunswick Route 10 | 10     |                                             | Fredericton, weiter auf   | Sussex, weiter auf               | 144         |
| New Brunswick Route 11 | 11     |                                             | Shediac, weiter auf       | Flatlands, weiter auf            | 430         |
| New Brunswick Route 15 | 15     |                                             | Moncton, weiter auf       | Port Elgin, weiter auf           | 79          |
| New Brunswick Route 16 | 16     | Trans-Canada Highway                        | Aulac, weiter auf         | Confederation Bridge, weiter auf | 56          |
| New Brunswick Route 17 | 17     |                                             | Saint-Léonard, weiter auf | Tide Head, weiter auf            | 148         |
| New Brunswick Route 95 | 95     |                                             | Woodstock, weiter auf     | Woodstock, weiter auf            | 15          |

## Collector Highways
| Zeichen                 | Nummer | Name | Beginn                       | Ende                               | Länge in km |
| ----------------------- | ------ | ---- | ---------------------------- | ---------------------------------- | ----------- |
| New Brunswick Route 100 | 100    |      | Lorneville, weiter auf       | Hampton, weiter auf                | 49          |
| New Brunswick Route 101 | 101    |      | Welsford, weiter auf         | Fredericton, weiter auf            | 76          |
| New Brunswick Route 102 | 102    |      | Westfield, weiter auf        | Pokiok, weiter auf                 | 157         |
| New Brunswick Route 103 | 103    |      | Woodstock, weiter auf        | Florenceville, weiter auf          | 42          |
| New Brunswick Route 104 | 104    |      | Lower Brighton, weiter auf   | Mouth of Keswick, weiter auf       | 83          |
| New Brunswick Route 105 | 105    |      | Youngs Cove, weiter auf      | Grand Falls, weiter auf            | 307         |
| New Brunswick Route 106 | 106    |      | Petitcodiac, weiter auf      | Sackville, weiter auf              | 92          |
| New Brunswick Route 107 | 107    |      | Bristol, weiter auf          | Nashwaak Bridge, weiter auf        | 100         |
| New Brunswick Route 108 | 108    |      | Grand Falls, weiter auf      | Derby Junction, weiter auf         | 203         |
| New Brunswick Route 109 | 109    |      | Perth-Andover, weiter auf    | Plaster Rock, weiter auf           | 36          |
| New Brunswick Route 110 | 110    |      | Lower Royalton               | Florenceville, weiter auf          | 15          |
| New Brunswick Route 111 | 111    |      | Rothesay, weiter auf         | Sussex Corner, weiter auf          | 92          |
| New Brunswick Route 112 | 112    |      | Coles Island, weiter auf     | Riverview, weiter auf              | 89          |
| New Brunswick Route 113 | 113    |      | Pokemouche, weiter auf       | Miscou Island                      | 58          |
| New Brunswick Route 114 | 114    |      | Sussex Corner, weiter auf    | Moncton, weiter auf                | 138         |
| New Brunswick Route 115 | 115    |      | Moncton, weiter auf          | Saint-François-de-Kent, weiter auf | 44          |
| New Brunswick Route 116 | 116    |      | Salmon Creek, weiter auf     | Rexton, weiter auf                 | 106         |
| New Brunswick Route 117 | 117    |      | Miramichi, weiter auf        | Saint-Louis, weiter auf            | 114         |
| New Brunswick Route 118 | 118    |      | Blackville, weiter auf       | Miramichi, weiter auf              | 40          |
| New Brunswick Route 119 | 119    |      | Reeds Point, weiter auf      | Quispamsis, weiter auf             | 6           |
| New Brunswick Route 120 | 120    |      | Boundary, weiter auf         | Edmundston, weiter auf             | 45          |
| New Brunswick Route 121 | 121    |      | Sussex, weiter auf           | Hampton, weiter auf                | 40          |
| New Brunswick Route 122 | 122    |      | Fosterville                  | Dow Settlement, weiter auf         | 44          |
| New Brunswick Route 123 | 123    |      | Chipman, weiter auf          | Doaktown, weiter auf               | 52          |
| New Brunswick Route 124 | 124    |      | Evandale, weiter auf         | Norton, weiter auf                 | 35          |
| New Brunswick Route 126 | 126    |      | Moncton, weiter auf          | Miramichi, weiter auf              | 121         |
| New Brunswick Route 127 | 127    |      | Digdeguash, weiter auf       | Lawrence Station, weiter auf       | 60          |
| New Brunswick Route 128 | 128    |      | Moncton, weiter auf          | Lutes Mountain, weiter auf         | 12          |
| New Brunswick Route 130 | 130    |      | Waterville, weiter auf       | Grand Falls, weiter auf            | 101         |
| New Brunswick Route 132 | 132    |      | Dieppe, weiter auf           | Shediac, weiter auf                | 27          |
| New Brunswick Route 133 | 133    |      | Botsford Portage, weiter auf | Gilberts Corner, weiter auf        | 28          |
| New Brunswick Route 134 | 134    |      | Moncton, weiter auf          | Tide Head, weiter auf              | 261         |
| New Brunswick Route 135 | 135    |      | Saint-Isidore, weiter auf    | Pokeshaw, weiter auf               | 32          |
| New Brunswick Route 140 | 140    |      | Shediac, weiter auf          | Shediac                            | 2           |
| New Brunswick Route 144 | 144    |      | Grand Falls, weiter auf      | Saint-Jacques, weiter auf          | 65          |
| New Brunswick Route 145 | 145    |      | Caraquet, weiter auf         | Pokesudie                          | 16          |
| New Brunswick Route 150 | 150    |      | Tracadie, weiter auf         | Six Roads, weiter auf              | 5           |
| New Brunswick Route 160 | 160    |      | Allardville, weiter auf      | Losier Settlement, weiter auf      | 50          |
| New Brunswick Route 161 | 161    |      | Clair, weiter auf            | Caron Brook, weiter auf            | 5           |
| New Brunswick Route 165 | 165    |      | Woodstock, weiter auf        | Meductic, weiter auf               | 22          |
| New Brunswick Route 170 | 170    |      | St. Stephen, weiter auf      | Waweig, weiter auf                 | 18          |
| New Brunswick Route 172 | 172    |      | Letete                       | Upper Letang, weiter auf           | 10          |
| New Brunswick Route 176 | 176    |      | Blacks Harbour               | Pennfield, weiter auf              | 10          |
| New Brunswick Route 177 | 177    |      | Saint John, weiter auf       | Blagdon, weiter auf                | 20          |
| New Brunswick Route 180 | 180    |      | Saint-Quentin, weiter auf    | Bathurst, weiter auf               | 140         |
| New Brunswick Route 190 | 190    |      | Carlingford, weiter auf      | Perth-Andover, weiter auf          | 6           |